# Neasa Hourigan

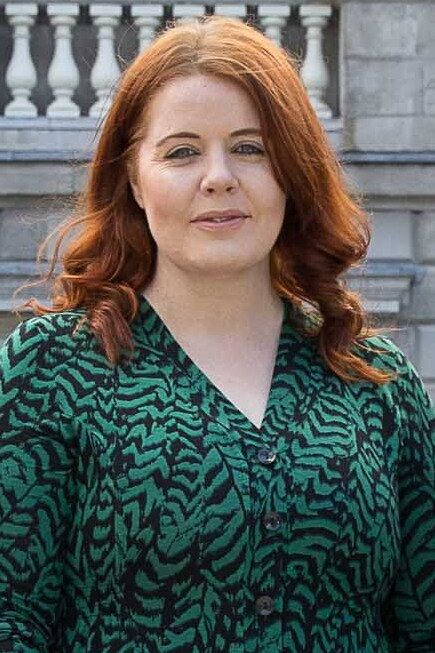
Neasa Hourigan (2022)

Neasa Hourigan (* Oktober 1980 in Limerick, Irland) ist eine irische Politikerin der Green Party (GP). Sie war von 2020 bis 2024 Abgeordnete (Teachta Dála) im Dáil Éireann.

## Leben
Hourigan studierte an der Technological University Dublin und am University College Dublin Architektur. Sie hielt Vorlesungen in Nachhaltigkeit an der Queen’s University Belfast. 
2011 trat sie der Green Party bei. Sie engagierte sich in den 2010er Jahren im Irish Pedestrian Network.
2019 wurde sie in den Dublin City Council gewählt. Bereits im darauffolgenden Jahr trat Hourigan zu den Wahlen zum Dáil Éireann an und konnte einen Sitz für den Wahlkreis Dublin Central erringen. Der Versuch, auch 2024 in den Dáil Éireann gewählt zu werden, scheiterte.

## Privates
Neasa Hourigan lebt mit ihrem Mann Colin Toomey und ihren drei Kinder in Cabra, Dublin.